# Jürgen Behr
Jürgen Behr (* 6. September 1960 in Bamberg) ist ein deutscher Facharzt für Innere Medizin, Lungen- und Bronchialheilkunde sowie Kardiologie und Allergologie. Er ist Lehrstuhlinhaber für Innere Medizin/Pneumologie an der Ludwig-Maximilians-Universität München (LMU), Leiter der Medizinischen Klinik und Poliklinik V am Klinikum der LMU und Vorstand der Stiftung AtemWeg.

## Leben
Das Medizinstudium absolvierte er an der Ludwig-Maximilians-Universität München, wo er auch promovierte und habilitierte. 2002 wurde Behr hier zum außerplanmäßigen Professor ernannt. Am Klinikum Großhadern der LMU war Behr unter anderem als Funktionsoberarzt des Schwerpunkts Pneumologie tätig, später übernahm er auch die Leitung des Schwerpunkts. Von 2001 bis 2007 war er zudem zuständiger Oberarzt der internistischen Nothilfe und der interdisziplinären Intensiv- und Notaufnahmestation. Im Dezember 2010 wechselte Behr nach Bochum ans Bergmannsheil, das zum Universitätsklinikum der Ruhr-Universität Bochum (UK RUB) gehört. Hier wurde er zum Direktor der Klinik für Pneumologie, Allergologie, Schlaf- und Beatmungsmedizin berufen. Anfang 2013 übernahm Behr den Lehrstuhl für Innere Medizin/Pneumologie an der Ludwig-Maximilians-Universität München. Mit der Übernahme des Lehrstuhls für Pneumologie an der LMU ist er zugleich Chefarzt der Pneumologie der Asklepios Fachkliniken München-Gauting sowie Co-Leiter des Comprehensive Pneumology Center (CPC) in München geworden.

## Ehrungen
- 2008 Best Abstract Award / Lung Transplantation Group, European Respiratory Society

## Veröffentlichungen
Behr hat  wissenschaftliche Beiträge und Publikationen zur pulmonalen Hypertonie, zur Lungenfibrose, zur chronisch-obstruktiven Bronchitis und weiteren Lungenerkrankungen verfasst.
- Behr, Jürgen: Lungenfibrose. Aktuelle Aspekte in Diagnostik und Therapie, Bremen: Uni-Med 2003, ISBN 978-3-89599-655-9